# Grand Coin
Pour les articles homonymes, voir Coin.
Ne doit pas être confondu avec Mont Coin.
Le Grand Coin est une montagne de France située dans le massif de la Vanoise, au-dessus de la Maurienne au sud-ouest. Il a donné son nom à l'espace nordique du Grand Coin qui se trouve au col du Chaussy, à l'ouest.